# Малофеевка
Малофе́евка — опустевшая деревня в Омутнинском районе Кировской области. Входит в Леснополянское сельское поселение (Кировская область).

## География
Находится на расстоянии менее 2 километров по прямой на юг от поселка  Лесные Поляны рядом с железной дорогой.

## История
Упоминается с 1771 года как Малахиевский рудник. В 1891 году учтено было дворов 15 и жителей 98, в 1936 22 и 109 соответственно. В советское время работал колхоз "Красная Полянка". В 2020 году постоянного населения уже не было, дома разрушены.

## Население
Постоянное население  составляло 3 человека (русские 100%) в 2002 году, 1 в 2010 .